# ناتالی ماستراچی
ناتالی ماستراچی (انگلیسی: Natalie Mastracci؛ زادهٔ june ۵, ۱۹۸۹ (۳۵ سال)) ورزشکار روئینگ اهل کانادا است.
وی در مسابقات کشوری و بین‌المللی در مجموع برندهٔ ۴ مدال نقره، ۲ مدال برنز شده‌است.